# Nome de Kastoria
Le nome de Kastoria (en grec : νομός Καστοριάς) est l’une des 54 préfectures de Grèce. Il fait partie de la périphérie de Macédoine-Occidentale. Son chef-lieu est Kastoria. Sa population est estimée à 53.000 habitants. 

## Anciens dèmes (municipalités) et communautés (avant 2010)

Les anciennes municipalités du nome de Kastoria

| Dème            | YPES code | Siège           | Code Postal | Préfixe tel.      |
| --------------- | --------- | --------------- | ----------- | ----------------- |
| Agía Triáda     | 2501      | Maniáki (el)    | 521 00      | 24670-81          |
| Ágii Anárgyri   | 2502      | Korisós         | 520 52      | 24670-51          |
| Akrítes         | 2503      | Dipotamía       | 520 58      | 24670-91          |
| Argos Orestique | 2515      | Árgos Orestikó  | 522 00      | 24670-2           |
| Íon Dragoúmis   | 2508      | Vogatsikó       | 520 53      | 24670-95          |
| Kastoriá        | 2509      |                 | 521 00      | 24670-2 through 3 |
| Klisoúra        | 2511      |                 | 520 54      | 24670-94          |
| Koréstia        | 2512      | Makrochóri (el) | 520 55      | 24670-84          |
| Makední         | 2513      | Mavrochóri      | 520 56      | 24670-74          |
| Mesopotamia     | 2504      |                 | 520 50      | 24670-61          |
| Nestório        | 2514      |                 | 520 51      | 24670-31          |
| Vítsi           | 2506      | Tichió          | 520 59      | 24670-72          |
| Arrénes         | 2505      | Eptachóri       | 500 07      | 24670-72          |
| Gramos          | 2507      |                 | 522 00      | 24670-42          |
| Kastrakí        | 2510      | Ieropigí        | 520 50      | 24670-86          |